# Die andere Seite der Stille
Die andere Seite der Stille ist ein zuerst 2002 auf Englisch von André Brink unter dem Titel The Other Side of Silence veröffentlichter und 2008 auf Deutsch im Berliner Osburg Verlag erschienener Roman. Er erzählt die Geschichte der Hanna X., die sich 1902 in Bremen zur Aufbauarbeit in Deutsch-Südwestafrika bewirbt, aber bereits auf der Schiffsreise, dann bei der Ankunft in Swakopmund und bei der Weiterfahrt nach Windhuk ein Martyrium erlebt, für das sie nach vier Jahren Rache nimmt.

## Inhalt
Der Erzähler hat sich vorgenommen, Hanna X. eine Geschichte zu geben und diese zu erzählen, zu der er anfangs nach seinen Recherchen in Bremen und in Südafrika nicht mehr als einen Vornamen hat. Er vermisst nämlich in den von ihm zu Rate gezogenen historischen Darstellungen die individuellen Gesichter und Schicksale, die unter Daten und Aufzählungen von Fakten zugedeckt werden. Das treffe sowohl auf die Männergestalten zu, die in Deutsch-Südwestafrika den Ton angaben, wie aber noch viel mehr auf Frauen und eine Figur wie Hanna X. (S. 205).
Der Leser wird immer wieder zum Zeugen dafür gemacht, wie der Autor sich zu Beginn mancher Kapitel nicht nur als außenstehenden Ich-Erzähler einbringt und seine Materialien zusammenträgt, sondern auch wie er darüber reflektiert, welches die wahrscheinlichsten Momente im Geschehnisablauf sein könnten, die dann auf der Ebene der personalen Erzählsituation in erlebter Rede ausgeführt werden. Diesem Verfahren folgt er in den zwei Teilen, aus denen der Roman besteht. Dabei umfasst der erste Teil die Geschichte der Hanna X. von ihrer Kindheit und Jugend bis zu ihren einschneidenden Erlebnissen in Südwestafrika, wobei keine chronologische Abfolge eingehalten wird, sondern Szenen aus Afrika und in Bremen einander abwechseln; der zweite Teil erstreckt sich auf die wenigen Monate ihres Rachefeldzugs gegen deutsche Kolonialtruppeneinheiten durch die Wüste. Er endet in Windhuk.

### Erster Teil
Hanna X. wurde nach dem Dafürhalten des Autors um 1875 geboren und war bei der Abreise nach Afrika zwischen zwanzig und fünfundzwanzig Jahre alt. Sie war nach ihrer Geburt auf der Schwelle des Kinderheims „von den Kindern Jesu“ abgelegt worden, wurde dort aufgezogen, besuchte die Schule und wurde vom Waisenhaus aus anschließend gegen Entgelt als Dienstmädchen in verschiedene Familien in Stellung gegeben.
Das Waisenhaus ist eine Zwangsanstalt, in der die kleinsten Verstöße gegen die geforderte Disziplin mit stundenlangem Lesen der Bibel, Körperstrafen, Essensentzug oder Arrest geahndet werden. Bei schlimmeren Vergehen muss Hanna ins Pfarrhaus, um sich den moralischen Unterweisungen des Pastors zu unterziehen, die in der Regel bei der Suche nach dem „Versteck des Teufels“ (S. 75, 99) in den Missbrauch Hannas münden.
Zuflucht findet sie bei ihren Fantasiefreunden Trixi, Spixi und Finni, deren Stimmen sie unterhalten. Andere Lichtblicke ergeben sich, wenn sie sich der Aufsicht kurzfristig entziehen kann und auf spielende Kinder an der Weser trifft oder bei einer Lehrerin Zuflucht findet, die sie fast wie eine Tochter behandelt. Ihre Freundschaft begleitet sie auch in ihre Dienstmädchenzeit, die für sie anfängt, als sie zwölf ist. Sie erzählt Hanna Reisegeschichten und leiht ihr Bücher aus. Sie begeistert sich für Johanna von Orleans, für Märchen der Brüder Grimm und schließlich auch für Die Leiden des jungen Werthers. Die Lehrerin setzt sich auch für Hanna ein, damit sie ihrer erniedrigenden Dienstmädchenrolle entkommt, und hilft ihr bei ihrer Bewerbung, nach Deutsch-Südwestafrika zu kommen.
1902 beginnt Hanna mit einhundertzehn Frauen die Überfahrt. Sie gehört zu den „einfachen Mädchen, die auf Staatskosten in der dritten Klasse befördert werden“ (S. 108). Das heißt gleichzeitig, dass sich die Matrosen mit ihnen amüsieren wollen und ihnen Gewalt antun. Die Ankunft in Swakopmund und die Weiterfahrt mit dem Zug nach Windhuk setzen den verbliebenen Illusionen von Übersee, Meer, Palmen und sinnerfülltem Leben ein endgültiges Ende. Ausgehungerte Männer, die die Frauen für sich bestimmt sehen, machen sie sogleich zu ihrer Beute, möchten eine passende Frau für sich aussuchen und erproben während der Zugfahrt ihre Willigkeit. Hanna kann sich einem verweigern, gerät aber an einen Offizier, der ihr Gewalt antut: „‚Wenn ich eine Frau ficke‘, sagt Hauptmann Böhlke von der kaiserlichen Armee mit einer Stimme, die so glatt und scharf ist wie eine feine Stahlklinge, ‚dann bleibt sie gefickt.‘ Und dann fickt er sie“ (S. 196). Als sie sich beim zweiten Mal beißend gegen ihn wehrt, wird sie den Soldaten zur Bestrafung ausgeliefert. Sie wird auf brutale Weise bis in ihre Geschlechtsmerkmale verstümmelt, ihre Zunge wird herausgeschnitten und ihr Gesicht zu einer Fratze entstellt. Mit einigen anderen Frauen, die den männlichen Ansprüchen der Kolonisten nicht genügen, wird Hanna X., dem Tode nahe, auf einem Transportkarren zum „Frauenstein“ in die felsige Wüste gebracht, einem Gebäude aus der Frühzeit der europäischen Kolonisation: „Das Gefängnis, das Kloster, das Irrenhaus, das Armenhaus, das Bordell, das Beinhaus, der erste Kreis der Hölle. Aber auch Asyl, Heimstatt und Endstation“ (S. 23). Bevor sie aber dort anlangt, war sie unbemerkt vom Karren gefallen, wurde von Nama aufgelesen und selbstlos und solidarisch gesund gepflegt.
Im „Frauenstein“, von kirchlicher Seite getragen, findet sie eine junge Freundin, Katja, die als Einzige ihrer Familie in den kriegerischen Auseinandersetzungen überlebt hat und einem Massaker der Ovambo entgehen konnte. Sie lernt, sich gestisch mit Hanna zu verständigen. Als Truppen zu einer Strafexpedition gegen die Nama Station im „Frauenstein“ machen und zu einem „kollektiven Amoklauf“ (S. 53) auf die dort lebenden Frauen ansetzen, erschlägt Hanna einen Offizier, der Katja vergewaltigen wollte.

### Zweiter Teil
In Katja, der Vergewaltigung ausgesetzt, erkennt sich Hanna selbst wieder: „Was hier heute geschehen ist, was sie der kleinen Katja anzutun versuchten, hat sie aus ihrem Todesschlaf erweckt“ (S. 200). Diese Selbsterkenntnis wird durch einen langen Blick in den Spiegel vertieft. Hanna betrachtet zum ersten Mal eingehend ihren bis in ihr Geschlecht von den Soldaten verstümmelten Körper und wird sich der Gewissheit inne, dass sie immer noch fühlen kann.
Es ist Hass, den sie endlich zulassen kann (S. 201). Mit einer Luger, die sie dem getöteten Offizier abgenommen hat, verlässt sie den „Frauenstein“, und Katja schließt sich ihr an. Sie stoßen auf einen gefesselten Herero, der in ihrer Sprache auf „deutsche Art“ von seinem deutschen Herrn, einem Farmer, verstümmelt wurde und in der Wüste dem Tod ausgesetzt ist. Die beiden Frauen kümmern sich um ihn, und es gelingt, ihn gesund zu pflegen. Er spricht Deutsch, so dass Verständigung möglich ist. Auf der Farm hilft Hanna ihm Rache nehmen und verbündet sich so mit ihm. Als sie weiterziehen, nachdem sie sich mit den Gewehr- und Munitionsvorräten der Farm bewaffnet haben, schließen sich einige der herrenlos gewordenen Farmarbeiter ihnen an. Sie gelangen an eine Missionsstation, wo sie sich länger aufhalten. Auch dort schließen sich weitere Afrikaner, aber auch die enttäuschte und erniedrigte Frau des Leiters der Missionsstation der Gruppe an, so dass sie schließlich zu zehnt sind.
In Auseinandersetzung mit Katja, die Hanna nur von blinder egoistischer Rache und Hass gegen „das ganze Deutsche Reich, die ganze Welt“ (S. 293, 381) angetrieben sieht, versucht diese ihr darzulegen, was sie motiviert. Mit dem Abschied von „Frauenstein“ haben sie „genau den Teil der Existenz betreten, von dem aus es keine Hoffnung auf Rückkehr gibt“. Geschichten zur Orientierung wie „Die Bremer Stadtmusikanten“ oder die Stimmen der Jungfrau von Orleans gibt es für diesen „Wahnsinn“ keine mehr (S. 293 f.).
„Alle, die ihn (das ist Böhlke) ermöglicht haben“, sollen gejagt werden (S. 267), damit „sie nicht ihr Leben lang gefickt bleiben“ (S. 201; aber auch 196, 202, 231 und 403). Es gelingt ihnen, eine Militärpatrouille zu überwältigen, weil sie für harmlos und unbewaffnet gehalten werden. Als sie das nur mehr mit einer Wachmannschaft bestückte Fort aufsuchen, gelingt es ihnen mit einiger List, auch diese außer Gefecht zu setzen und alle zu töten. Katja lässt sich von einem der Soldaten zur Frau machen, bevor sie ihn tötet. Hanna erklärt sie: „Und als es vorüber war, da lag er noch immer auf mir, und da habe ich ihn getötet. Denn das hast du doch von mir erwartet. Der erste Teil war für mich, der zweite für dich“ (S. 345). Voller Triumphgefühl stellen sie sich vor, wie sich ihrer kleinen Truppe alle Geknechteten anschließen, um sich von ihrem Joch zu befreien (S. 349–354). In Wirklichkeit werden sie von Soldaten aufgerieben, und nur Hanna und die schwangere Katja überleben (S. 369).
In Windhuk finden sie Unterkunft im Hause eines alten Schusters, bei dem sie sich pflegen und erholen können (S. 383–397). Katja macht den Schänder Hannas ausfindig, Hauptmann Böhlke. Es gelingt den beiden, zu ihm vorgelassen zu werden. Mit der auf ihn gerichteten Luger, die sie dem von ihr im „Frauenstein“ getöteten Hauptmann abgenommen hat, gibt sie sich zu erkennen, und die beiden Frauen zwingen ihn, sich zu entkleiden, ehe sich Hanna vor ihm entblößt, damit er sie wiedererkenne. Dann lässt Katja Hanna allein. Der Hauptmann schlottert, seine Schließmuskeln versagen den Dienst; aber sie tötet ihn nicht, sondern führt ihn in diesem Zustand aus der Kaserne auf die Kaiser-Wilhelm-Straße, damit die Welt es zur Kenntnis nehme (S. 405 f.). Hanna wird schließlich überwältigt und verhaftet. Hauptmann Böhlke bringt sich um. Der daraufhin angestrengte Prozess wird niedergeschlagen.

## Erzählerische Mittel
Der Autor verwendet einige Dingsymbole, die in beiden Teilen immer wieder evoziert werden.

### Der Spiegel
Das für die Handlung entscheidende Symbol ist der Spiegel, der bereits am Beginn des ersten Kapitels als Schlüssel ihrer späten Selbsterkenntnis zu wirken beginnt und dann immer wieder an Schnittstellen der Handlung auftaucht (S. 18, 35, 100, 148, 200, 232, 379, 403).

### Die Muschel
Von Kindern, die an der Weser mit ihr spielten, bekommt Hanna eine Muschel geschenkt, die beim Anlegen ans Ohr eine ganze Welt entstehen lässt: „Wenn man sie in Armeslänge von sich hält, wird man nie erraten können, was in ihr verborgen ist, ein Meer, eine ganze Welt von Klang, vergangener und gegenwärtiger und – wer weiß – vielleicht auch zukünftiger. Und wenn man ganz genau hinhört und sie ganz dicht ans Ohr hält, dann kann man all das hören. Nicht nur von der anderen Seite der Welt, sondern von der anderen Seite von allem, der anderen Seite der Stille“ (S. 60). Diese Muschel begleitet Hanna bis in den Zug nach Windhuk, wo sie ihr verloren geht, die sie aber mit ihrem Kosmos als tröstendes Versprechen weiter begleitet (S. 60, 68, 179, 186, 188, 246, 260, 407). Sie verweist gleichzeitig bis zum Schluss auf die „andere Seite der Stille“, auf der angekommen zu sein sich in dem angedeuteten Lächeln auf Hannas verstümmeltem Gesicht im letzten Satz des Romans zeigt.

### Das Haar
Hanna ist nicht schön. Ihr volles Haar findet jedoch Bewunderung – „Aber du hast sehr schönes Haar“ (S. 151) –, so dass sie selbst sich manchmal bei der „Sünde des Stolzes“ ertappt (S. 120). Schließlich schneidet sie es sich nach ihrer Schändung und nach einem Versuch zu sterben im „Frauenstein“ ab (S. 155, 207). Denn in den gewalttätigen Händen Böhlkes hat sie es hassen gelernt (S. 197).
Die Volkskunde führt zur Bedeutung des Haares aus: Es werde als realer Träger von Lebenskraft angesehen. Werde es abgeschnitten, dann sei das ein Zeichen der Schändung und verlorener Kraft.

## Rezeption
- Für Michael Schmitt (Deutschlandradio) erfindet Brink für Hanna X. ein Leben, in dem sie vom Opfer zum Racheengel mutiere. Das sei im Kern durchaus ein Reißer, aber es sei eben auch engagiert und alles andere als eindimensional angelegt. Damit stehe er in der Tradition seiner früheren Werke, wo er Historie und Erfindung gerne mische, aber in seinen erfolgreichsten Zeiten vor 1990 immer im Schatten von angeseheneren Kolleginnen und Kollegen wie Nadine Gordimer, Breyten Breytenbach oder J. M. Coetzee gestanden habe. Der Roman kommt ihm frischer vor als Uwe Timms Anlauf in Morenga, „dieses Sujet als kritische Analyse kolonialer Verhältnisse auszuloten“.[4]
- Für Deutschlandradio Kultur rezensierte Johannes Kaiser den Roman als einen bewegenden, wütenden, atemberaubenden Roman, „eine phantastische Geschichte, die der Wirklichkeit entsprungen ist, aber weit über sie hinausragt“.[5]
- Axel Timo Purr (NZZ) empfindet Brinks Sprache als biblisch anmutend und die Handlung als exemplarisch für den Versuch einer Frau, „der beengenden Unterschicht-Existenz zu entkommen“. Hanna scheitere daran, dass eben das in das „gesellschaftlich marode Zentrum der Heimat“ zurückgeworfene Bild eines idealen, heilen und reformierten Zustandes in Übersee falsch war. Der zweite Teil erinnert ihn stellenweise an einen Italowestern. „Dennoch ist es Brink gelungen, einen historischen Splitter zu einem faszinierenden Brennglas zu formen, dessen Strahl die hundert Jahre mühelos durchdringt und eine auch heute noch nicht überwundene Form des Schachers mit menschlichen Schicksalen bis in die Wurzeln illuminiert.“[6]
- Ruth Franklin kritisiert in der New York Times, dass bis auf Ausnahmen deutsche Männer als Monster vorgestellt werden, wohingegen die Afrikaner weise, stoisch und schweigsam wirken. Die Sympathie zwischen weißen Frauen und Afrikanern erscheint ihr als zu leichtgläubig und zu sehr an den Duktus postkolonialer Studien angelehnt. Trotzdem sieht sie in Die andere Seite der Stille einen Roman unvergesslicher Kraft. Brinks Ziel könne nicht darin bestehen, die Übel des Kolonialismus zu heilen, aber darin, bis zu ihrem tiefsten Kern vorzustoßen.[7]